# Oh, What a Knight
Oh, What a Knight är en amerikansk animerad kortfilm från 1928 med Kalle Kanin i huvudrollen.

## Handling
Kalle Kanin är en medeltida trubadur som rider på en mulåsna. Han kommer fram till ett slott där en jungfru som hålls fången av Petter. Kalle gör då allt för att rädda henne.

## Om filmen
Filmen parodierar flera av dåtidens stora filmer som Robin Hood med Douglas Fairbanks och Gycklarnas konung med John Barrymore.
Filmens handling gav inspiration till den senare Musse Pigg-kortfilmen Bålde riddersmän som utkom 1933.
Filmen finns utgiven på DVD.